# Molleturo
Molleturo ist eine Ortschaft und eine Parroquia rural („ländliches Kirchspiel“) im Kanton Cuenca der ecuadorianischen Provinz Azuay. Die Parroquia besitzt eine Fläche von 862,6 km². Die Einwohnerzahl betrug im Jahr 2010 7166. Die Parroquia wurde am 8. September 1852 gegründet.

## Lage
Die Parroquia Molleturo erstreckt sich über den Nordwesten des Kantons Cuenca. Das Areal liegt an der Westflanke der Cordillera Occidental. Der Río Patul fließt entlang der nördlichen Verwaltungsgrenze, anfangs nach Nordwesten, später nach Westen. Der nach Westen fließende Río Canoas begrenzt das Gebiet im Süden. Der Río Norcay  entwässert den ostzentralen Bereich der Parroquia in nordnordwestlicher Richtung zum Río Cañar. Entlang der östlichen Verwaltungsgrenze verläuft die kontinentale Wasserscheide mit Höhen bis zu 4500 m. Der 2320 m hoch gelegene Ort Molleturo befindet sich 46 km westnordwestlich der Provinzhauptstadt Cuenca. Die Fernstraße E582 führt von Cuenca nach Molleturo und weiter nach Puerto Inca, das an der E25 (Naranjal–Milagro) liegt.
Die Parroquia Molleturo grenzt im Nordosten an die Provinz Cañar mit der Parroquia San Antonio (Kanton Cañar), im Osten an die Parroquias Sayausí und San Joaquín, im Süden an die Parroquia Chaucha, im Südwesten an die Parroquia El Carmen de Pijilí (Kanton Camilo Ponce Enríquez) sowie im Westen und im Nordwesten an die Provinz Guayas mit den Parroquias Naranjal, Jesús María und San Carlos (alle drei im Kanton Naranjal).